# Кисайно
Кисайно (пол. Kisajno), Ягоднер-зее — озеро в Польше, на территории Варминьско-Мазурского воеводства, до 1945 года на территории Восточной Пруссии.
Входит в состав Мазурских озёр. Расположено к югу от озера Даргин и к северу от Негоцин, от которого отделена перешейком.
Площадь водного зеркала — 18,96 км², но может колебаться в зависимости от сезона. Размер озера составляет примерно 8,5 на 3 километра. Наибольшая глубина 25 м.
В древности на южном побережье Кисайно жило племя галиндов. А XIV веке здесь была возведена немецкая крепость Лётцен.
На Прусских Мазурских озёрах была построена вдоль берегов озёр Негоцин (Вайтек-зее (или Левентин-зее)) и Кисайно (Ягоднер-зее) крепость Бойен, недалеко от окружного города Лётцена, носящая имя прусского военного министра, служила защитой от России в XIX веке.